# 首席研究员
首席研究员 (Principal Investigator)，又名项目负责人、首席科学家、实验室负责人或研究组负责人，简称“PI”，指独立接收研究款项、运行一间或多间实验室进行研究者，能做出最终决定并监督特定研究项目资金和支出。
一位实验室负责人可能由多位共同研究人员（Co-I）协助其进行研究项目的管理和领导。

## 联邦基金
在美国国立卫生研究院或美国国家科学基金会(NSF)等机构提供的联邦基金助资背景下，首席研究员直接负责完成资助项目，或指导研究和报告人员直接反馈给资助机构。对于小型项目(可能涉及1-5个人)，首席研究员通常是构思调查的人，但是对于较大的项目，团队可能会选择首席研究员，以获得项目最佳的战略优势。
在临床试验的背景下，首席研究员可能是获得NIH或其他资助机构拨款的学者，或者可能实际上是从事测试新药安全性和有效性的制药产业承包商。
2000年，在美国生物医学研究中有20458名申请国立卫生研究院科研基金拨款(NIH R01 grant)的首席研究员。2013年，这一数字增加到21511人。但同时，申请人获得R01资助的成功率从2000年的32％下降至2013年的17％。